# KCP地球市民日本語学校
KCP地球市民日本語学校（けーしーぴーちきゅうしみんにほんごがっこう）は、東京都新宿区新宿御苑前にある日本語学校。進学準備教育課程を有している。

## 交通

### 鉄道
- 新宿御苑前駅 - 東京メトロ丸ノ内線。
- 新宿三丁目駅 - 東京メトロ丸ノ内線、東京メトロ副都心線、都営地下鉄新宿線。

## 基礎データ

### 所在地
- 新宿区新宿1丁目29番地12号にある。

## 公式サイト
- KCP地球市民日本語学校